# Synagoge (Będzin)

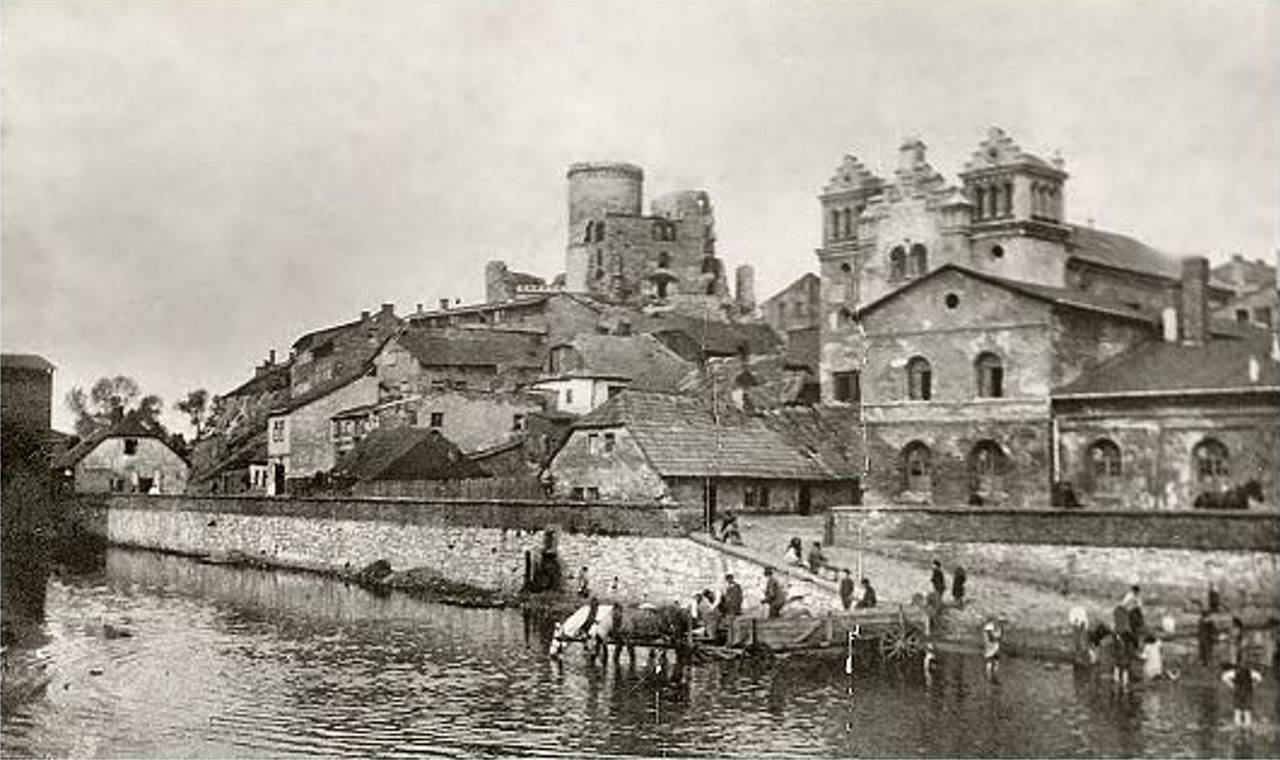
Stadtansicht von Będzin zu Beginn des 20. Jahrhunderts, im Vordergrund rechts mit den zwei Türmen die Synagoge

Die Synagoge in Będzin (deutsch Bendzin), einer Stadt in der Woiwodschaft Schlesien in Polen, wurde 1881 errichtet. An der gleichen Stelle befand sich zuvor eine 1856 erbaute Holzsynagoge.
Am 8. September 1939 wurden zahlreiche jüdische Bewohner der Stadt durch eine SS/SD-Einsatzgruppe in die Synagoge getrieben, die dann mit ihnen in Brand gesteckt wurde. Im Rahmen der Organisation Schmelt unter Leitung von Albrecht Schmelt wurden Juden aus ganz Schlesien, darunter auch aus Będzin, zu Zwangsarbeiten herangezogen, bevor sie ab Mai 1942 nach Auschwitz deportiert wurden.